# Rônai
Rônai és un municipi francès situat al departament de l'Orne i a la regió de Normandia. L'any 2007 tenia 161 habitants.

## Demografia

### Població
El 2007 la població de fet de Rônai era de 161 persones. Hi havia 60 famílies de les quals 12 eren unipersonals (4 homes vivint sols i 8 dones vivint soles), 16 parelles sense fills, 24 parelles amb fills i 8 famílies monoparentals amb fills.
La població ha evolucionat segons el següent gràfic:
Habitants censats

### Habitatges
El 2007 hi havia 76 habitatges, 60 eren l'habitatge principal de la família, 8 eren segones residències i 8 estaven desocupats. Tots els 76 habitatges eren cases. Dels 60 habitatges principals, 52 estaven ocupats pels seus propietaris, 7 estaven llogats i ocupats pels llogaters i 1 estava cedit a títol gratuït; 1 tenia una cambra, 8 en tenien tres, 18 en tenien quatre i 33 en tenien cinc o més. 46 habitatges disposaven pel capbaix d'una plaça de pàrquing. A 21 habitatges hi havia un automòbil i a 33 n'hi havia dos o més.

### Piràmide de població
La piràmide de població per edats i sexe el 2009 era:
| Homes | Edats   | Dones |
| ----- | ------- | ----- |
| 0     | 95 o +  | 0     |
| 0     | 90 a 94 | 0     |
| 0     | 85 a 89 | 0     |
| 0     | 80 a 84 | 0     |
| 4     | 75 a 79 | 0     |
| 12    | 70 a 74 | 8     |
| 4     | 65 a 69 | 12    |
| 0     | 60 a 64 | 4     |
| 4     | 55 a 59 | 0     |
| 0     | 50 a 54 | 4     |
| 8     | 45 a 49 | 8     |
| 0     | 40 a 44 | 0     |
| 8     | 35 a 39 | 8     |
| 4     | 30 a 34 | 0     |
| 0     | 25 a 29 | 0     |
| 0     | 20 a 24 | 0     |
| 0     | 15 a 19 | 0     |
| 4     | 10 a 14 | 0     |
| 0     | 5 a 9   | 4     |
| 16    | 0 a 4   | 0     |

## Economia
El 2007 la població en edat de treballar era de 95 persones, 65 eren actives i 30 eren inactives. De les 65 persones actives 61 estaven ocupades (31 homes i 30 dones) i 4 estaven aturades (3 homes i 1 dona). De les 30 persones inactives 8 estaven jubilades, 10 estaven estudiant i 12 estaven classificades com a «altres inactius».

### Ingressos
El 2009 a Rônai hi havia 62 unitats fiscals que integraven 171 persones, la mediana anual d'ingressos fiscals per persona era de 16.108 €.

### Activitats econòmiques
Dels 2 establiments que hi havia el 2007, 1 era d'una empresa de transport i 1 d'una empresa d'hostatgeria i restauració.
L'únic servei als particulars que hi havia el 2009 era un restaurant.
L'any 2000 a Rônai hi havia 9 explotacions agrícoles que ocupaven un total de 384 hectàrees.

## Poblacions més properes
El següent diagrama mostra les poblacions més properes.